# فیورلا ماری
فیورِلا ماری (ایتالیایی: Fiorella Mari؛ زادهٔ ۲۱ ژوئن ۱۹۲۸) هنرپیشه سابق برزیلی‌تبار اهل ایتالیا است. از نقش‌های قابل توجه او می‌توان به بازی در فیلم پدران و پسران ساختهٔ ماریو مونیچلی اشاره کرد.